# Дель Гроссо, Даниэле
Даниэле Дель Гроссо (итал. Daniele Del Grosso, родился 21 марта 1981 года в Кьети) — итальянский политик, депутат Палаты депутатов Италии от Движения пяти звёзд.

## Биография
В 1999 году получил диплом инженера-промышленника, также получил степень магистра по маркетингу и коммуникациям. Работал на коммерческом предприятии, специализировался на финансах и денежных рынках. Имеет лицензию пилота гражданской авиации. Директор строительной компании.
Политической деятельностью Дель Гроссо занялся ещё во время учёбы. В 2008 году вступил в Движение пяти звёзд, баллотировался в мэры города Чепагатти. Избран в Палату депутатов 19 марта 2013 года по итогам парламентских выборов от XVII избирательного округа Абруццо. С 7 мая 2013 года — член III комиссии (по иностранным делам и по делам общин), 3 августа того же года в составе итальянской делегации прибыл с визитом в Казахстан для встречи с Алмой Шалабаевой, незаконно экстрадированной в Казахстан из Италии. 27 января 2014 года нанёс визит в Нью-Дели для встречи с морскими пехотинцами Латторе и Джироне, которых обвинили в 2012 году в убийстве двух индийских рыбаков во время операции по освобождению захваченного пиратами судна «Enrica Lexie».
Помимо прочего, Дель Гроссо с 16 июля 2013 года состоит в постоянном комитете по делам итальянских общин и развитии государства, с 19 июля того же года — в парламентской комиссии по вопросам регионов. С 16 июля 2013 по 4 ноября 2015 года состоял в постоянном комитете по правам человека, с 4 ноября — член комитета по программе развития страны до 2030 года и целям экологического развития.